# Estación de Amozoc
Amozoc fue una estación de trenes que se encuentra en la Amozoc, Puebla. La estación contó con bodegas, un patio de vía y un tanque de agua.
En 2015, la estación fue demolida por el alcalde José Cruz Sánchez, dejando solo su casco hispiros.

## Historia
La estación se edificó sobre la línea San Lorenzo-Puebla-Oriental, mediante la concesión número 9 del 16 de abril de 1878, fue construida por el antiguo Ferrocarril Interoceánico de México. La empresa organizada para explotar el ferrocarril quedó a cargo de la Compañía de los Ferrocarriles Unidos de Morelos, Irolo y Acapulco, e igualmente de la Compañía del Ferrocarril Interoceánico.